# Amorphochilus schnablii
Amorphochilus schnablii (Peters, 1877) è un pipistrello della famiglia dei Furipteridi, unica specie del genere Amorphochilus (Peters, 1877), diffuso nell'America meridionale.

## Descrizione

### Dimensioni
Pipistrello di piccole dimensioni, con la lunghezza della testa e del corpo tra 35 e 38 mm, la lunghezza dell'avambraccio tra 34 e 38 mm e la lunghezza della coda di 30 mm.

### Caratteristiche craniche e dentarie
Il cranio è corto, circa la metà della scatola cranica, la quale è molto grande ed alta, con la regione frontale quasi verticale. La sua altezza è maggiore che nel genere Furipterus. Gli incisivi superiori sono accoppiati, con l'esterno leggermente più piccolo dell'interno. Gli incisivi inferiori sono trifidi. I canini superiori sono piccoli.
Sono caratterizzati dalla seguente formula dentaria:

### Aspetto
La pelliccia è lunga. Il colore generale del corpo è grigio fumo, con dei riflessi brunastri. Le orecchie sono larghe, a forma di imbuto e con un trago piccolo, largo e triangolare. Il pollice è ridotto e completamente incluso nella membrana alare, tranne il piccolo artiglio non funzionale. Il muso è schiacciato, con le narici che si aprono in avanti. Il mento presenta due lembi triangolari rivolti verso il basso, contornati da piccole verruche rotondeggianti. Il labbro inferiore è più spesso agli angoli della bocca ed è coperto da una grande protuberanza verrucosa proprio nel mezzo. La coda si estende circa per 4/5 la lunghezza dell'uropatagio ed è interamente inclusa nella membrana stessa.

## Biologia

### Comportamento
Si rifugia nelle grotte ed in edifici abbandonati, dove forma colonie fino a 300 individui. Due individui sono stati catturati all'interno di canali d'irrigazione lungo una strada.

### Alimentazione
Si nutre di falene e farfalle.

### Riproduzione
Femmine gravide sono state osservate in novembre. Danno alla luce un piccolo alla volta. Probabilmente le nascite e l'allattamento sono sincronizzati con la breve stagione delle piogge.

## Distribuzione e habitat
Questa specie è diffusa nelle zone costiere del Perù e dell'Ecuador occidentali, nel Cile settentrionale e sull'isola di Puná, lungo la costa meridionale dell'Ecuador.
Vive nelle foreste, nelle regioni aride ed in aree coltivate.

## Conservazione
La IUCN Red List, considerato il declino della popolazione, stimato in più del 30% negli ultimi 6 anni dedotto da una frammentazione nella sua diffusione e da informazioni circa il degrado e la distruzione del proprio habitat, classifica A.schnablii come specie vulnerabile (VU).